# Piel de verano
Piel de verano es una película en blanco y negro de Argentina dirigida por Leopoldo Torre Nilsson sobre su propio guion según el cuento Convalescencia de Beatriz Guido, que se estrenó el 31 de agosto de 1961 y que tuvo como protagonistas a Alfredo Alcón, Graciela Borges, Franca Boni y Pedro Laxalt. Estuvo a cargo de la cámara el futuro director de fotografía y de cine Aníbal Di Salvo.

## Sinopsis
Por interés una joven simula estar enamorada de un moribundo.

## Reparto
Intervinieron en el filme los siguientes intérpretes:
- Alfredo Alcón	 ...	Martín
- Graciela Borges ...	Marcela
- Franca Boni ...	Jou-Jou
- Pedro Laxalt	 ...	Alberto
- Juan Jones ...	Marcos
- Luciana Possamay ...	Adela
- Rossana Possamay
- Rafael Salzano
- Juan Carlos Carrasco
- Rosita Miranda
- Henny Trayles

## Comentarios
El crítico Antonio A. Salgado comentó en Tiempo de Cine:

”Falta calor en este film más preocupado en copiar una técnica intimista aprendida de Antonioni que en crear una atmósfera de angustia y soledad.”

La crónica de La Nación afirmaba:

”Lenguaje brillante, casi satírico poseído de una intensidad excepcional en la definición del clima, pero adolece también de debilidades. Desde el punto de vista de su integridad no alcanza a superar a films como La casa del ángel o La mano en la trampa.”

En la edición de junio de 1988 de National Film Theatre se comentó:

”Torre Nilsson realiza un corte triunfante de su pasado barroco y explora un mundo sensualmente fresco y brillante de los calientes días de verano, de las fiestas en la playa y de autos veloces.”